# Rachid Nekkaz

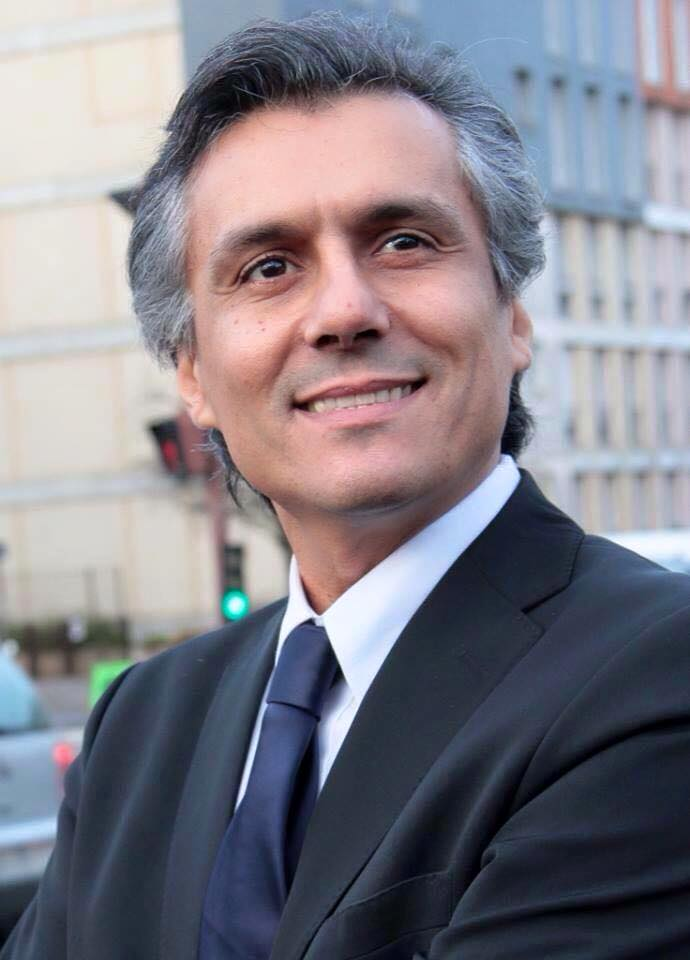
Rachid Nekkaz in 2014

Rachid Nekkaz (Villeneuve-Saint-Georges, 9 januari 1972) is een Frans politiek activist. Hij is bekend voor het betalen van Nikab-boetes.